# Herrarnas lagtävling i värja vid olympiska sommarspelen 1972
Herrarnas lagtävling i värja i de olympiska fäktningstävlingarna 1972 i München avgjordes den 8-9  september.

## Medaljörer
| Event      | Guld                                                                         | Silver                                                                               | Brons                                                                                             |
| Värja, lag | Ungern Sándor Erdös Csaba Fenyvesi Gyözö Kulcsar Pál Schmitt Istvan Osztrics | Schweiz Guy Evequoz Daniel Giger Christian Kauter Peter Lötscher François Suchanecki | Sovjetunionen Viktor Modzalevskij Sergej Paramonov Igor Valetov Georgij Zazjitskij Grigorij Kriss |

## Laguppställningar
| Argentina - Daniel Feraud - Fernando Lupiz - Guillermo Saucedo - Omar Vergara Österrike - Roland Losert - Karl-Heinz Müller - Herbert Polzhuber - Rudolf Trost Kanada - Magdy Conyd - Herbert Obst - Gerry Wiedel - Lester Wong Danmark - Torben Bjerre-Poulsen - Peter Askjær-Friis - Ivan Kemnitz - Reinhard Münster - Jørgen Thorup Östtyskland - Harry Fiedler - Eckhard Mannischeff - Horst Melzig - Hans-Peter Schulze - Bernd Uhlig Frankrike - François Jeanne - Jacques Brodin - Pierre Marchand - Jean-Pierre Allemand - Jacques La Degaillerie Storbritannien - Teddy Bourne - Bill Hoskyns - Edward Hudson - Ralph Johnson - Graham Paul | Ungern - Csaba Fenyvesi - Győző Kulcsár - Pál Schmitt - Sándor Erdős - István Osztrics Italien - Claudio Francesconi - Nicola Granieri - Gianluigi Placella - Gianluigi Saccaro - Pier Alberto Testoni Libanon - Ali Chekr - Yves Daniel Darricau - Fawzi Merhi - Ali Sleiman Luxemburg - Alain Anen - Aly Doerfel - Romain Manelli - Remo Manelli - Robert Schiel Mexiko - Carlos Calderón - Jorge Castillejos - Hermilo Leal - Luis Stephens Norge - Jan von Koss - Jeppe Normann - Ole Mørch - Claus Mørch, Jr. Polen - Bohdan Andrzejewski - Jerzy Janikowski - Henryk Nielaba - Kazimierz Barburski - Bogdan Gonsior | Rumänien - Constantin Duţu - Costică Bărăgan - Anton Pongratz - Alexandru Istrate - Nicolae Iorgu Sovjetunionen - Grigorj Kriss - Viktor Modzolevskj - Georgi Zažitski - Sergej Paramonov - Igor Valetov Sverige - Hans Wieselgren - Carl von Essen d.y. - Orvar Jönsson - Rolf Edling - Per Sundberg Schweiz - Guy Evéquoz - Peter Lötscher - Daniel Giger - Christian Kauter - François Suchanecki USA - Scotty Bozek - Paul Makler, Jr. - George Masin - James Melcher - Stephen Netburn Västtyskland - Reinhold Behr - Hans-Jürgen Hehn - Harald Hein - Dieter Jung - Max Geuter |